# Château de Raglan
Le Château de Raglan (en anglais : Raglan Castle, en gallois : Castell Rhaglan) est un château du Moyen Âge tardif localisé au nord de la ville de Raglan dans le comté du Monmouthshire au Pays de Galles au Royaume-Uni.

## Histoire

### Début du château
À la suite de l'invasion normande du Pays de Galles, les alentours du village de Raglan appartiennent à Guillaume Fitz Osbern, le premier Comte d'Hereford.